# Xương Bình
Xương Bình (tiếng Trung: 昌平区, bính âm: Chāngpíng Qū, Hán Việt: Xương Bình khu là một quận cận nội thành của thủ đô Bắc Kinh, Trung Quốc. Quận Xương Bình có diện tích 1430 km², dân số theo điều tra năm 2000 là 615.000 người và mật độ dân số là 430 người/km². Đây là huyện Xương Bình cho đến 1999 thì được chuyển thành quận.

## Hình ảnh

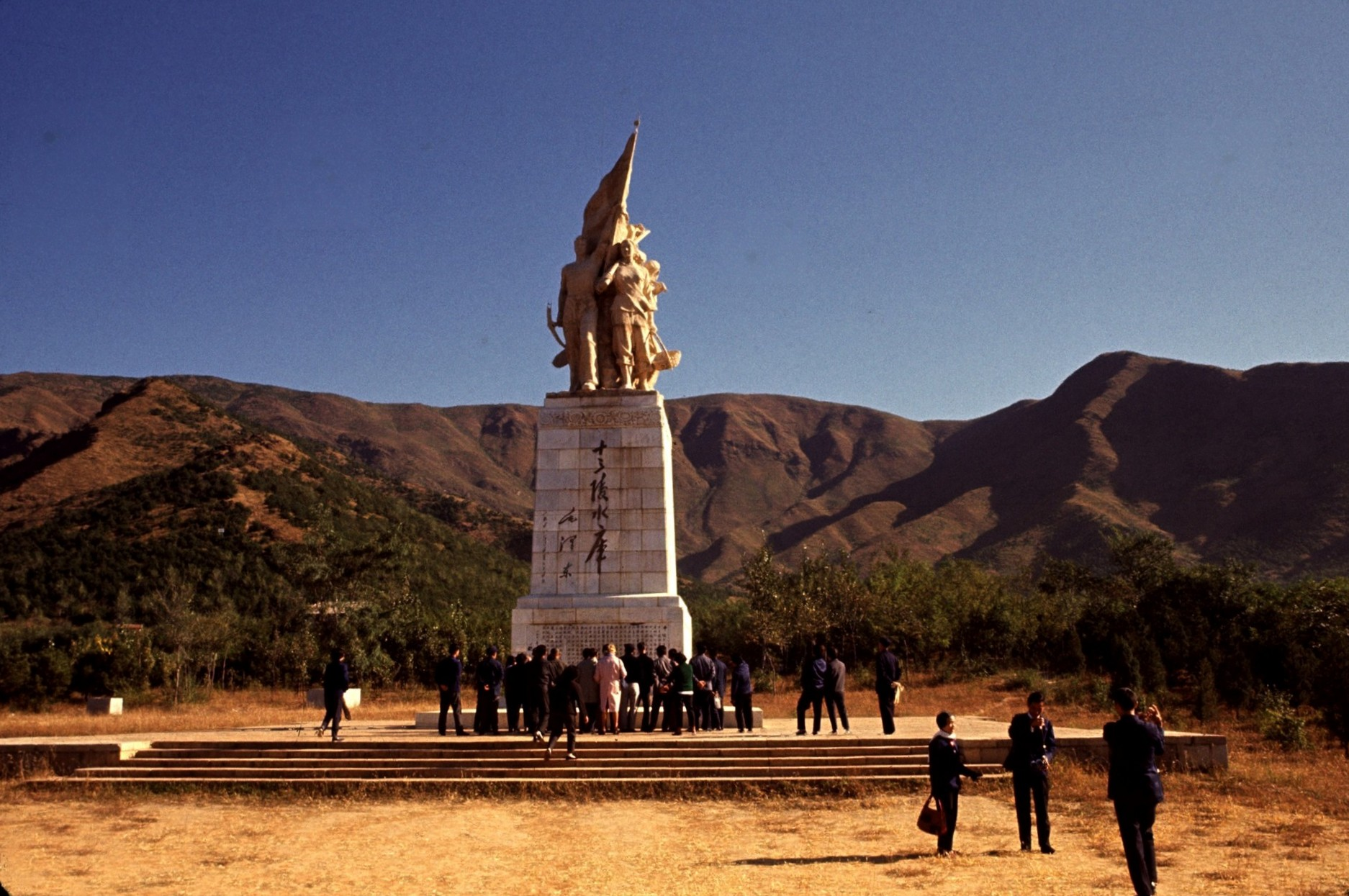
Shisanling Reservoir
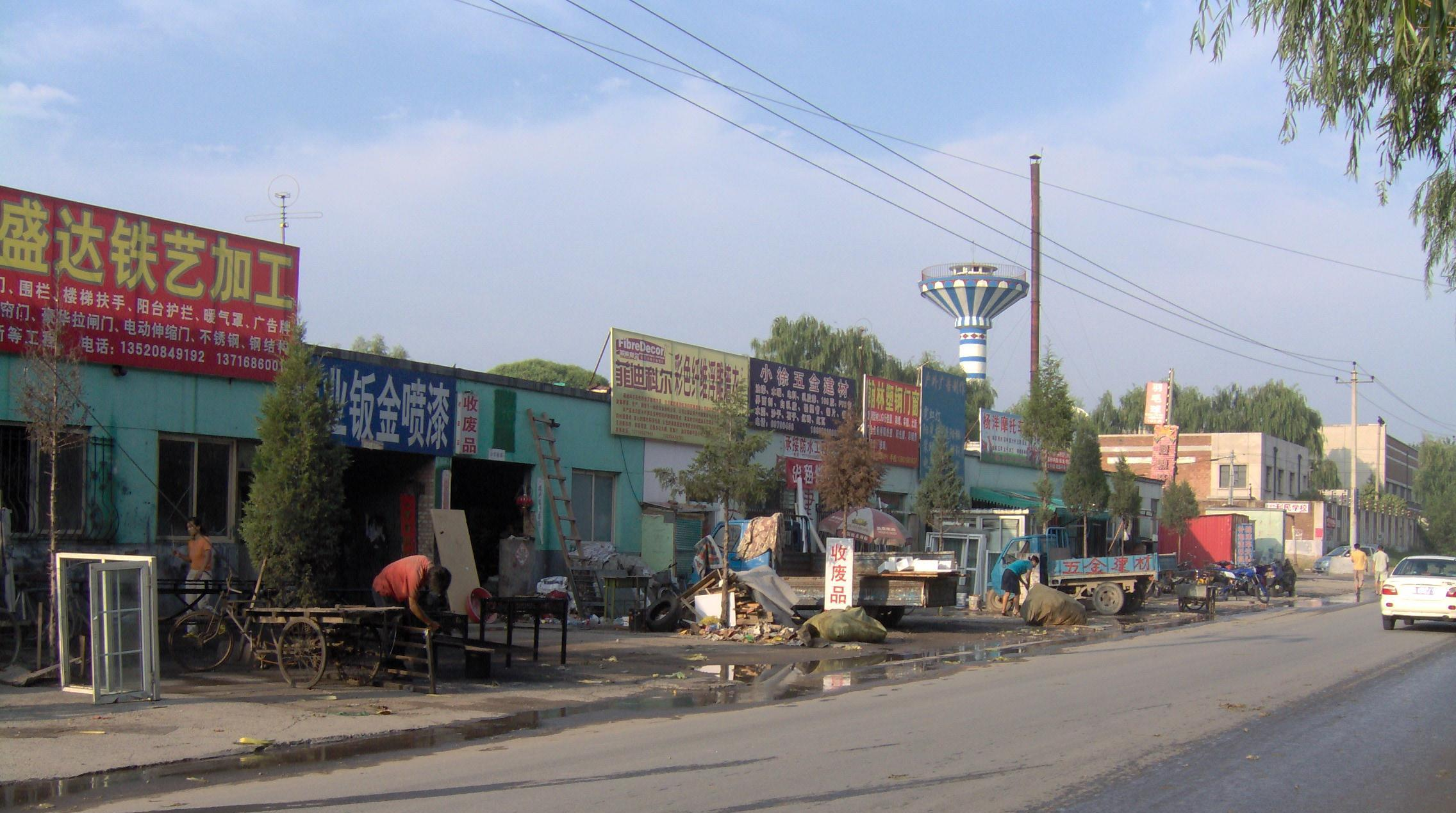
Đường Jiutai (九台路) ở phía Bắc quận Changping
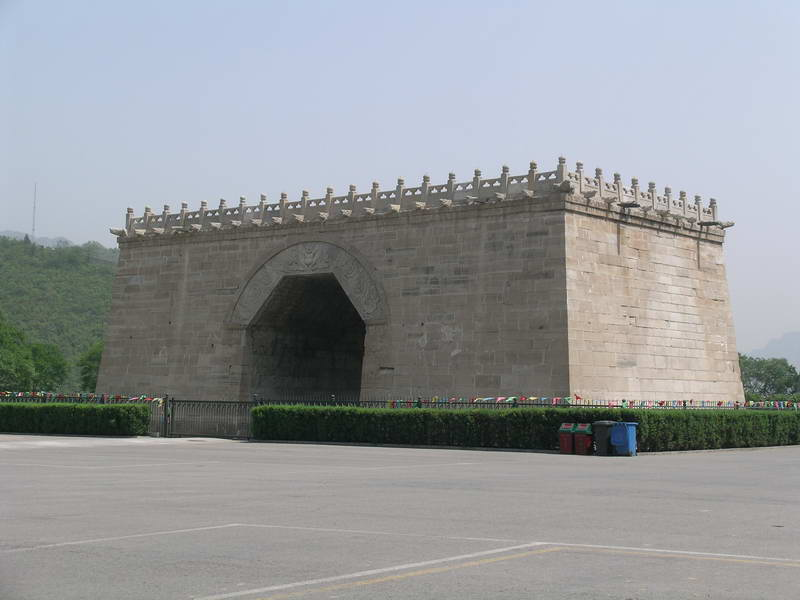
Cư Dung quan

## Liên kết
- Quận Changping Lưu trữ ngày 3 tháng 6 năm 2013 tại Wayback Machine (giản thể)